# Sanktuarium Imama Rezy
Sanktuarium Imama Rezy (pers. ‏حرم امام رضا‎, Haram-e Emâm Rezâ) – kompleks świątynny z mauzoleum Alego al-Rezy (arab. ‏Ali ar-Rida‎), ósmego z dwunastu imamów. Znajduje się w mieście Meszhed w ostanie Chorasan-e Razawi w Iranie. Kompleks, skupiony wokół grobowca Imama Rezy, obejmuje meczety, w tym Meczet Gouharszad z XV wieku, grobowce, dziedzińce (sahn), bibliotekę, muzea i Uniwersytet Studiów Islamskich Razawi. 
Mauzoleum Imama Rezy zajmuje obszar 267 079 m². Otoczone jest siedmioma dziedzińcami o powierzchni 331 578 m². W sumie obszar sanktuarium zajmuje powierzchnię niemal 60 hektarów. Corocznie sanktuarium odwiedza od 15 do 20 milionów pielgrzymów, z Iranu, Iraku, Indii, Afganistanu, Pakistanu i Turcji. Muzułmanie, którzy odbyli pielgrzymkę do grobu Imama Rezy, noszą tytuł meszheddi. Kompleksem, od początku jego istnienia, zarządza organizacja Astan Ghods Razawi (pers. ‏آستان قدس رضوی‎), od 1511 roku działająca w formie fundacji.

## Historia

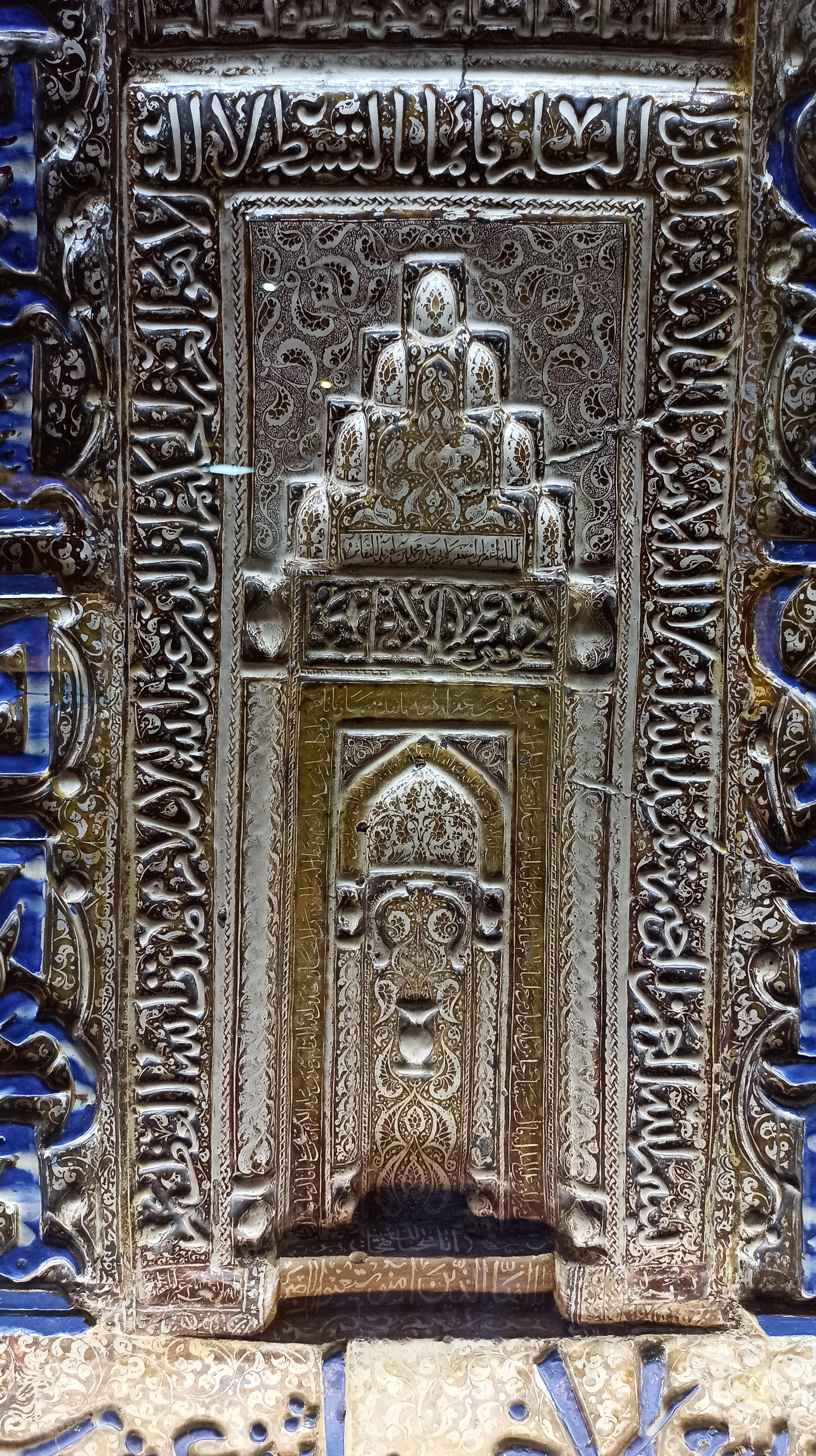
Mihrab z grobowca Imama Rezy wykonany w 1215/1216 przez Abu Zajda Kaszaniego, obecnie w Muzeum Astan Ghods Razawi

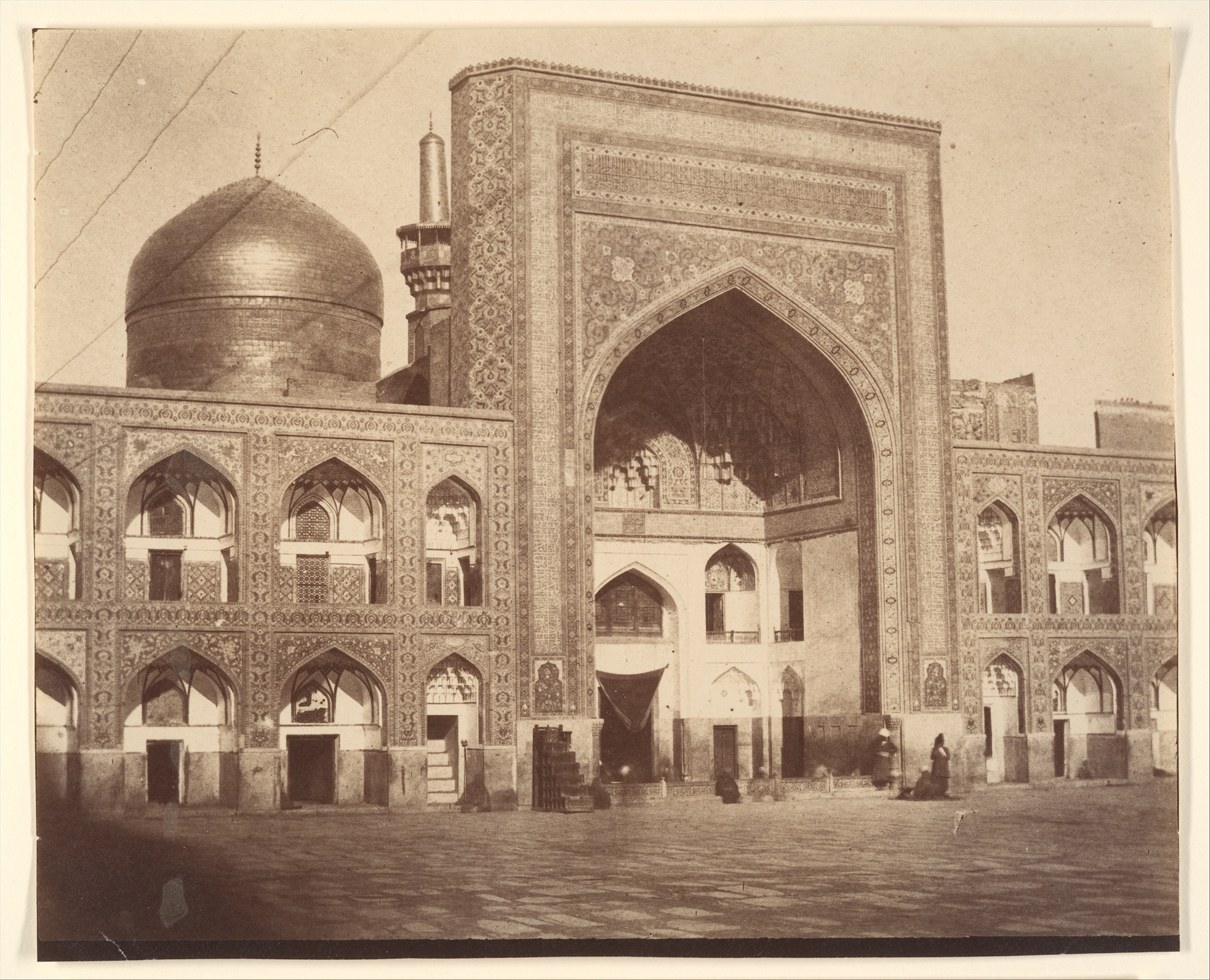
Wejście do mauzoleum, 1850 r.

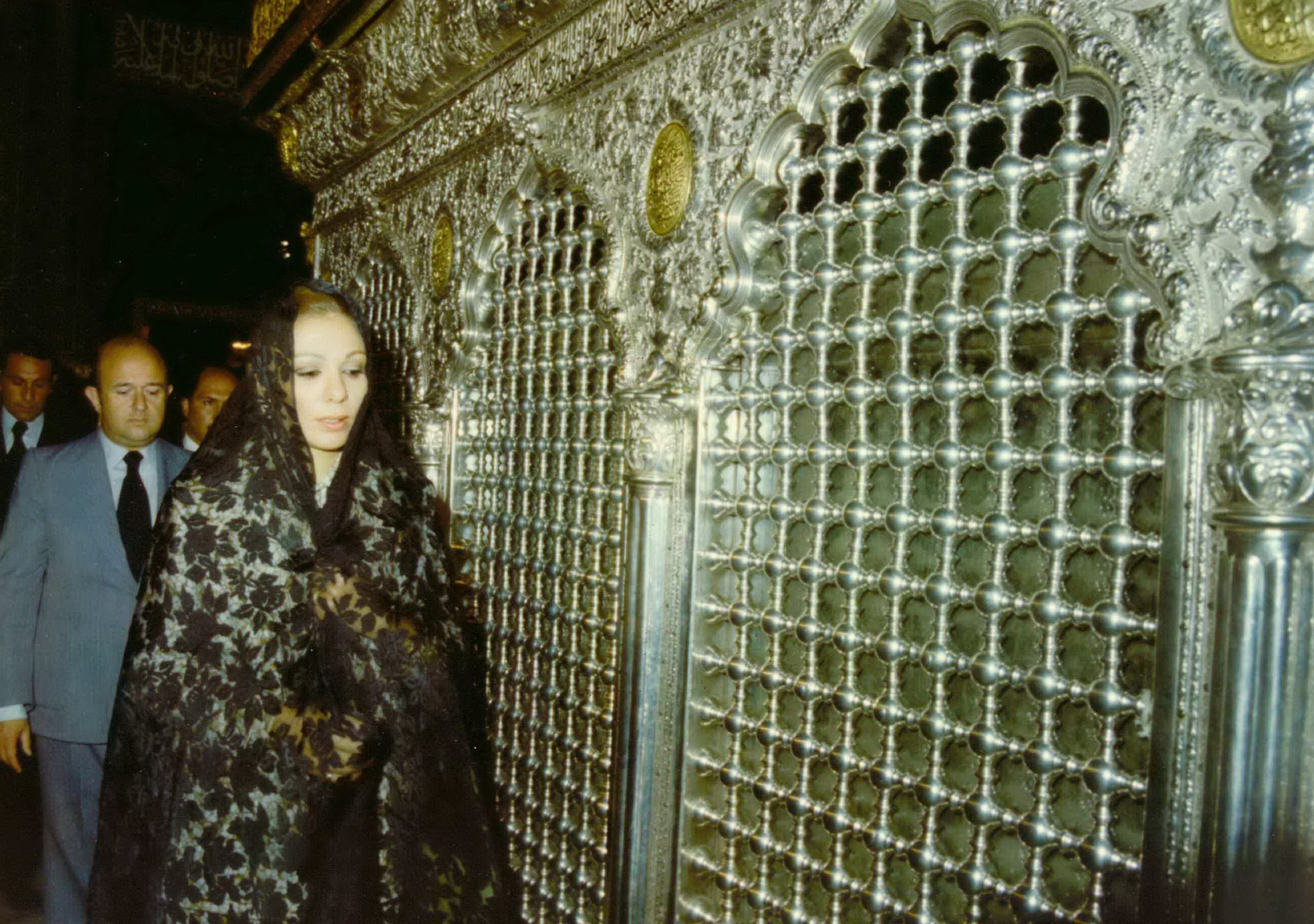
Żona ostatniego szacha Iranu Farah Pahlawi w Mauzoleum w 1978 r.

W roku 818 Ali al-Reza został otruty przez Al-Mamuna, kalifa z dynastii Abbasydów. Pochowano go 5 września 818 roku w grobowcu obok miejsca pochówku Haruna ar-Raszida, w pałacu letnim zbudowanym przez Humajda ibn Kahtabę, zarządcę Chorasanu, w małej miejscowości Sanabad. Grób imama stał się celem pielgrzymek szyitów, a miejscowość jego pochówku zaczęto nazywać Mashad Al-Reza (martyrium Al-Rezy). Z czasem nazwę tę skróconą do Mashad (pol. Meszhed). 
Na przełomie IX i X wieku nad grobem imama Rezy postawiono kopułę, a wokół martyrium powstało szereg budynków i bazary. W 993 roku Meszhed oraz mauzoleum imama Rezy zostały zniszczone przez Sebüktigina, sułtana z dynastii Ghaznawidów. Jednak już w 1009 roku jego następca, Mahmud z Ghazny rozpoczął renowację i rozbudowę mauzoleum, udekorował grobowiec imama marmurem oraz drewnianą sztukaterią, a także zbudował fortyfikację wokół miasta. Prace te kontynuował jego syn, Masud, który zbudował mur wokół martyrium Rezy. 
W XII wieku sułtan Ahmad Sandżar z dynastii Seldżuków odnowił sanktuarium i zbudował nowe budynki w jego otoczeniu. 
W XIII wieku w czasie inwazji Mongołów świątynia została ponownie zrujnowana. Odbudował ją i rozbudował w XIV wieku Oldżajtu z dynastii Ilchanidów, mongolski władca Iranu, który w 1310 roku przeszedł na szyizm. 
Rozkwit sanktuarium rozpoczął się za panowania Szahrucha z dynastii Timurydów, który często pielgrzymował do grobu imama Rezy. Jego żona, Gouharszad Agha, w 1418 roku zleciła architektowi Kawamoddinowi budowę obok mauzoleum imama meczetu (Meczet Gouharszad), uznawanego obecnie za jeden z najpiękniejszych meczetów na świecie. W okresie panowania Szahrucha mauzoleum imama Rezy zostało otoczone rozległym kompleksem świątynnym.
Szczyt rozbudowy sanktuarium przypadł na okres panowania Safawidów. Kopuła nad grobem imama została pokryta złotymi płytkami, a na terenie kompleksu świątynnego zbudowano liczne minarety, dziedzińce (sahn), arkady (riwaq) i medresy. Grobowiec imama obudowano ozdobną strukturą kratownicową, zamykającą grobowiec (zahir). 
W okresie od XVIII do XIX wieku, za panowania Nader Szaha oraz dynastii Kadżarów, kompleks sanktuarium podlegał dalszej rozbudowie i zdobieniu.
29 marca 1912 roku sanktuarium zostało ostrzelane z artylerii przez wojska rosyjskie. Ostrzał uszkodził zabudowę oraz zabił dużą liczbę pielgrzymów i mieszkańców Meszhedu. 
W 1935 roku świątynia stała się centrum buntu przeciwko wprowadzonemu przez Rezę Szaha Pahlawiego zakazowi noszenia hidżabu. 13 lipca 1935 roku siły zbrojne szacha zaatakowały sanktuarium i otworzyły ogień do wiernych protestujących w Meczecie Gouharszad.
W 1959 roku nad grobowcem imama Rezy postawiono nowy zahir o długości ok. 4 metrów, szerokości ok. 3 metrów i wysokości ok. 3,9 metra. Cały zahir zdobiony jest 14 arkadami oraz 18 wypukłymi tablicami ze złota, na których pismem suls zapisano hadisy. Wokół zahiru, w jego górnej części, zapisano imiona Czternastu Bezgrzesznych (Masum): Mahometa, Fatimy i dwunastu Imamów. Powyżej tych tablic, na frezowanych krawędziach, wokół całego zahiru zapisano imię Allaha.
21 listopada 1978 roku, w okresie rewolucji islamskiej, sanktuarium zaatakowały siły zbrojne szacha Mohammada Rezy Pahlawiego.
20 czerwca 1994 roku w czasie święta Aszura w sanktuarium miał miejsce zamach bombowy, podczas którego zginęło 26 osób. Atak zorganizował beludżystański (pakistański) sunnita Ramzi Yousef, terrorysta, odpowiedzialny za Zamach na World Trade Center w 1993. Przeprowadził go we współpracy z Ludowymi Mudżahedinami.

## Kompleks

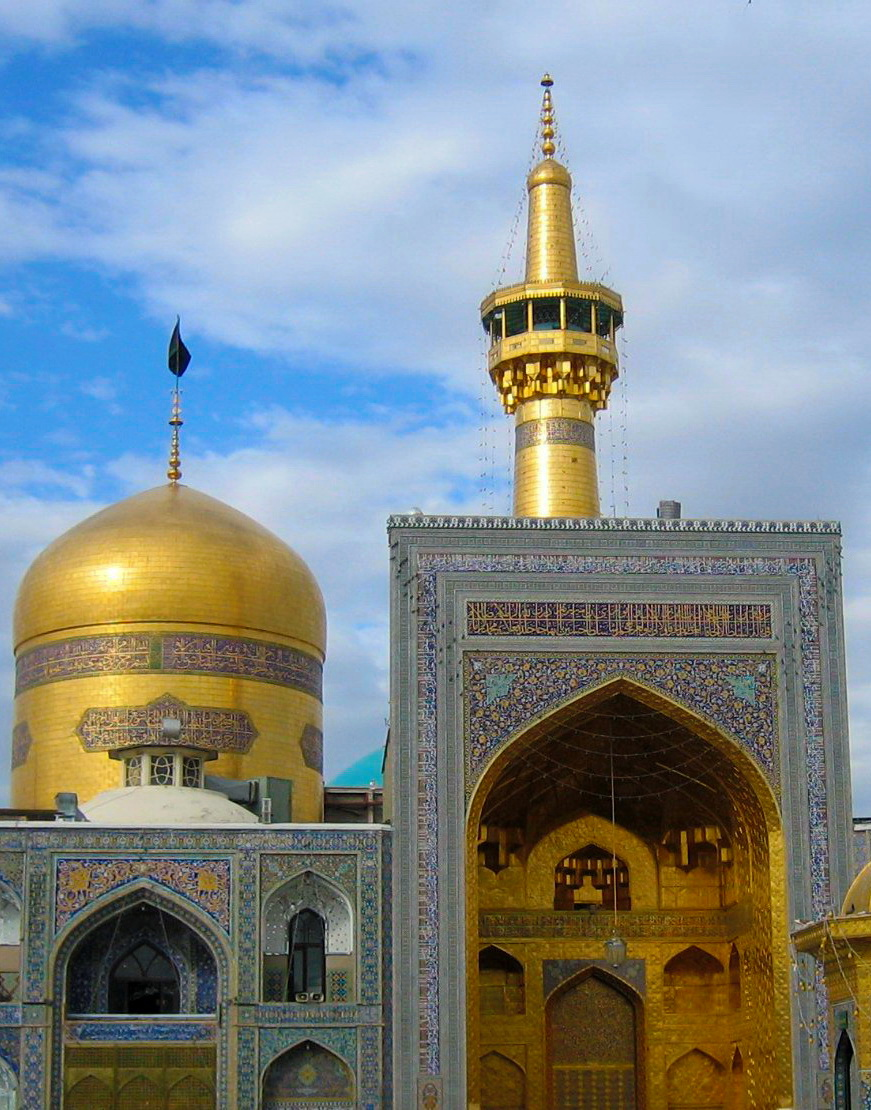
Złota kopuła i minaret

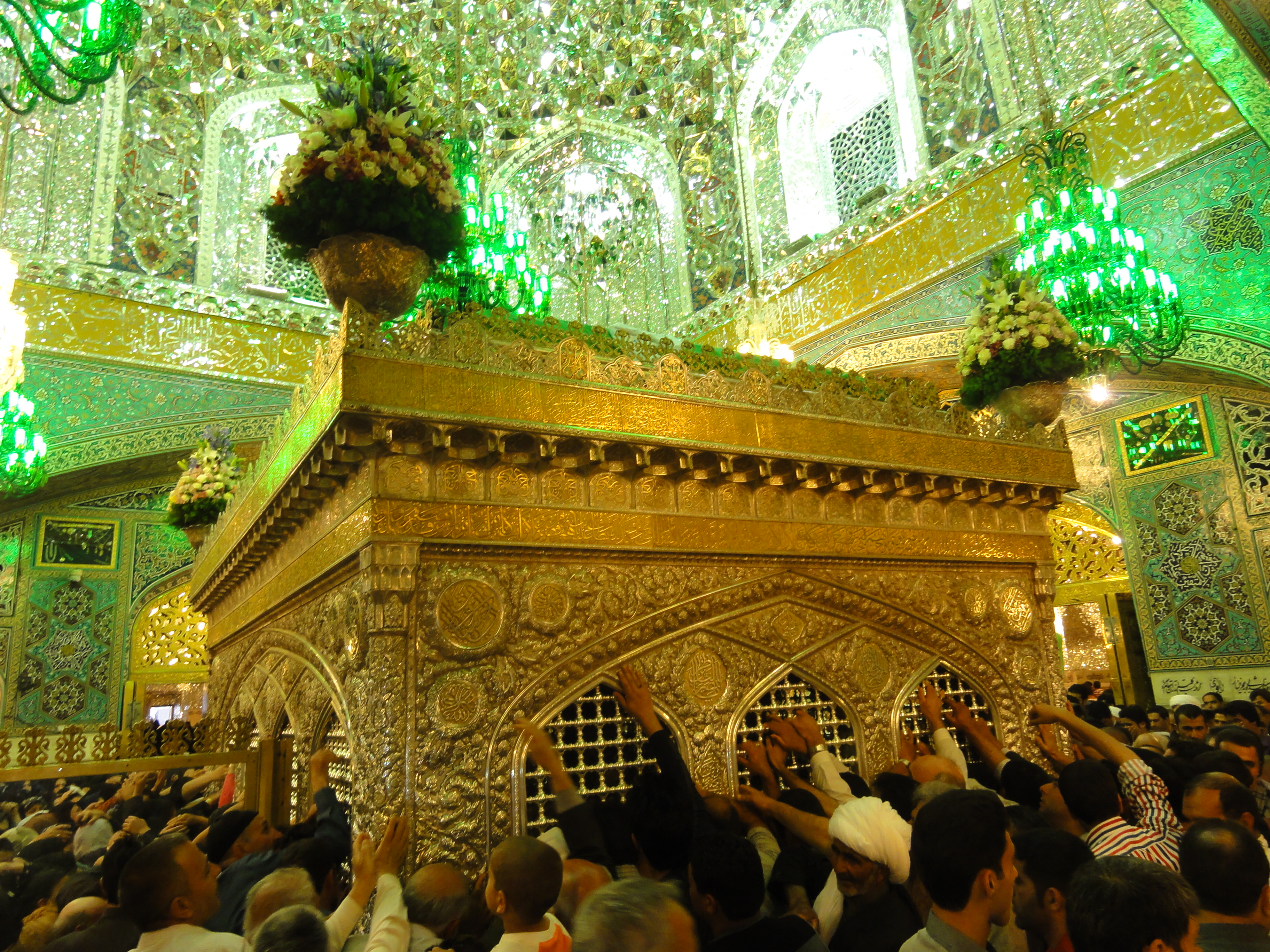
Grobowiec Imama Rezy

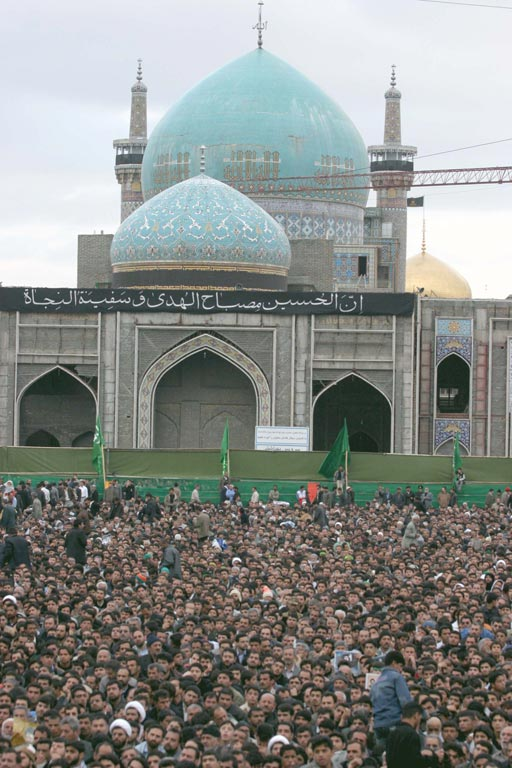
Meczet Gouharszad w 2006

Na kompleks Sanktuarium Imama Rezy składa się współcześnie wiele budowli o różnej użyteczności, skupionych wokół Mauzoleum Imama Rezy. Najważniejsze z nich to:
Mauzoleum Imama RezyGrobowiec Imama przykryty jest Złotą Kopułą o wysokości 31,2 metra i otoczony jest różnymi ejwanami, z których każdy ma odrębną nazwę. Miejsce to ma kształt kwadratu. Ściany pokryte są marmurem na wysokości dwudziestu centymetrów, a kolejne dziewięćdziesiąt dwa centymetry pokrywają drogocenne kafle zwane kaflami sułtana Sandżara. Wyryte zostały na nich wersety Koranu i hadisy Ahl al-Bajt. Na szerokości 80 cm wokół ścian widnieje inskrypcja napisana przez Ali Reza Abbasiego, kaligrafa z okresu Safawidów, przedstawiająca 62. surę Koranu Al-Dżumuah (Zgromadzenie).
MinaretyW pobliżu mauzoleum Imama zbudowane zostały dwa złote minarety. Pierwszy zbudowany został w XVII wieku przez szacha Tahmasba I w północnej części dziedzińca Enghelab, na ejwanie Abbasa. Drugi minaret zlokalizowany jest blisko Kopuły, na ejwanie Nadera w południowej części dziedzińca Enghelab. Ma wysokość 40,5 metra i obwód 13 metrów. Zbudowany został w XVIII wieku przez Nader Szaha. Nietypowy brak symetrii z Kopułą jest celowy, aby pielgrzymi wchodzący do Sanktuarium od strony głównej alei Meszhedu (alei Imama Rezy) mogli zobaczyć minarety z Kopułą pośrodku.
Dziedziniec Enghelab (sahn Enghelab-e-Islami), dawniej stary dziedziniec (sahn-e-Atigh)Zlokalizowany jest w północno-wschodniej części kompleksu. Jest uważany za jedną z najpiękniejszych i najwspanialszych budowli całego sanktuarium. Po każdej stronie dziedzińca zbudowane zostały ejwany: 
- Abbasa, po stronie północnej, zbudowany przez szacha Abbasa II w XVII wieku,
- Nadera (Tala-ji-Naderi), zwany złotym ejwanem, po stronie południowej, zbudowany w 2. połowie XV wieku przez Alego Szera Nawoi, w XVIII wieku odbudowany i ozłocony przez Nader Szaha, przez który prowadzi wejście do budynków wokół mauzoleum,
- Naghghare Chane po stronie wschodniej, zbudowany przez Abbasa II, na którym znajdują się trzy bębny, w które tradycyjnie bije się dziesięć minut przed wschodem i zachodem słońca, z wyjątkiem miesięcy Muharram i Safar, oraz w dni świąt religijnych. Geneza tradycji bicia w bębny nie jest znana, ale wiadomo, że zostały one umieszczone w tym miejscu około XVI wieku i historycznie były używane przez władców do sygnalizowania nadejścia swoich procesji,
- Sa'at po stronie zachodniej, zbudowany przez Abbasa II, na którym umieszczona została przez Mozaffara Kadżara wieża zegarowa.

Pośrodku dziedzińca znajduje się publiczne miejsce do picia i ablucji o nazwie hawze Ismail Talai z pozłacaną inskrypcją z czasów panowania Nader Szaha.
Meczet GouharszadMeczet ten jest jednym z najbardziej znanych w Iranie. Jego budowa rozpoczęła się w 1418 r. z inicjatywy Gouharszad Aghi, żony Szahrucha. Jego powierzchnia wynosi 9410 m² i obejmuje dziedziniec, cztery ejwany i siedem dużych sal modlitewnych. Po obu stronach ejwanu maksury znajdują się dwa minarety, każdy o wysokości 40 metrów. Ejwan zdobiony jest inskrypcją autorstwa Bajsunkura, syna Gouharszad i Szahrucha. W ejwanie maksury znajduje się minbar Sahib-az-Zaman, zbudowany w XIX wieku z drewna orzechowego, bez użycia żelaza lub gwoździ. W meczecie znajduje się biblioteka publiczna z 34 650 woluminami.
Meczet Bala-Sar (Ponad Głową)Mały meczet zbudowany w zachodniej części mauzoleum, jeden z najstarszych meczetów w Meszhedzie, zbudowany na początku XI wieku, za czasów Mahmuda z Ghazny.
Ejwan Dar-al Hoffaz (miejsce recytatorów)Zlokalizowany jest na południe od mauzoleum i na północny wschód od Meczetu Gouharszad. Zbudowano go dla recytatorów Koranu. Pielgrzymi modlą się w tym miejscu o pozwolenie na wejście do Mauzoleum Imama Rezy, z którym jest połączony drzwiami. Pochowano w nim Abbasa Mirzę.
Ejwan Tauhid Chane (miejsce Boskiej Jedności)Zlokalizowane na północ od grobu Imama Rezy i na południe od dziedzińca Enghelab. Jest miejscem modlitwy dla kobiet.
Ejwan Dar-al RahmahEjwan o powierzchni 365 m², znajdujący się we wschodniej części dziedzińca Dżamhuri-e-Islami. Bogato zdobiony złoceniami, lustrami i ornamentami geometrycznymi. Zbudowany w połowie XX wieku (1371 AH).
Azyle (Bast)Basty były miejscem schronienia dla prześladowanych. Funkcję bastu w sanktuarium pełnią dwa place po obu stronach dziedzińca Enghelab: Baste Pajin Chjaban (Dolny Bast) i Baste Bala Chjaban (Górny Bast). Dziś Basty są używane jako wejścia do Mauzoleum Imama Rezy. Współcześnie zbudowano dwa nowe Basty: Baste Szejch Bahai (między meczetem Gouharszad i dziedzińcem Dżamhuri Islami) oraz Baste Tabarsi (między Uniwersytetem Islamskim a nowym budynkiem biblioteki).
Kopuła Allahwerdi-chanOśmiokątna kopuła zbudowana nad grobem Allahwerdi-chana, jednego z generałów szacha Abbasa II. Znajduje się w północno-wschodniej części mauzoleum i jest bogato zdobiona kolorowymi płytkami i rysunkami. Stanowi jedno z najcenniejszych dzieł artystycznych Sanktuarium.
Muzeum Astan GhodsBudynek znajduje się we wschodniej części dziedzińca Imama Chomeiniego, w pobliżu placu Haram. Niektóre z jego obiektów pochodzą z VI wieku p.n.e. Zawiera wyjątkową kolekcję dywanów, dywaników i złotych nakryć grobowych z XI i XIII wieku. Do cennych obiektów należą niektóre inskrypcje autorstwa Alego Rezy Abbasiego. Wśród unikalnych dzieł sztuki w muzeum znajduje się pierwszy nagrobek Imama Rezy oraz duży kamienny basen wykonany z kawałka czarnego kamienia, ozdobiony arabeskami.
Astan Ghods MehmansaraKarczma znajdująca się w Baste-e Sofla. Każdy zamorski pielgrzym (zair) ma prawo do jednego bezpłatnego posiłku dziennie, jako gość Imama.

## Upamiętnienie
Sanktuarium Imama Rezy było motywem zdobiącym banknoty Iranu wydane w 1981 roku.

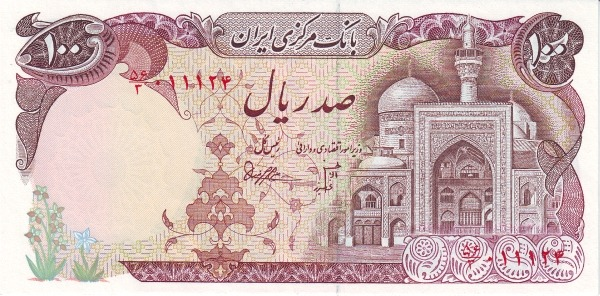
Banknot 100 riali
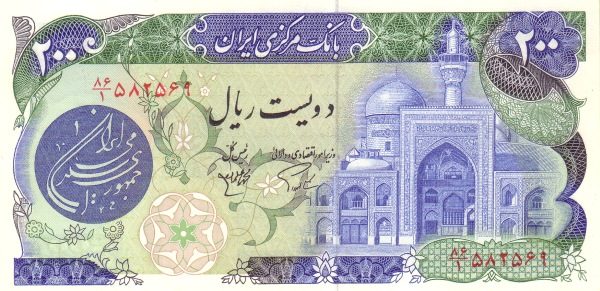
Banknot 200 riali
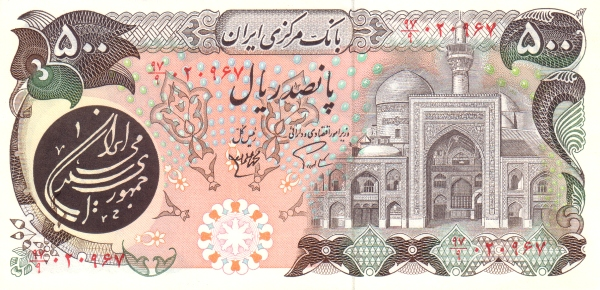
Banknot 500 riali
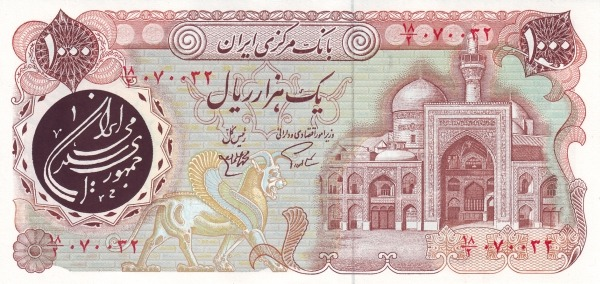
Banknot 1000 riali
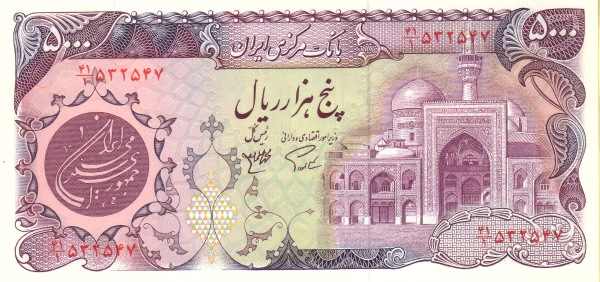
Banknot 5000 riali
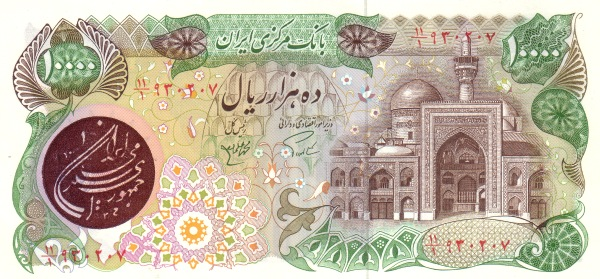
Banknot 10000 riali

## Fotogaleria

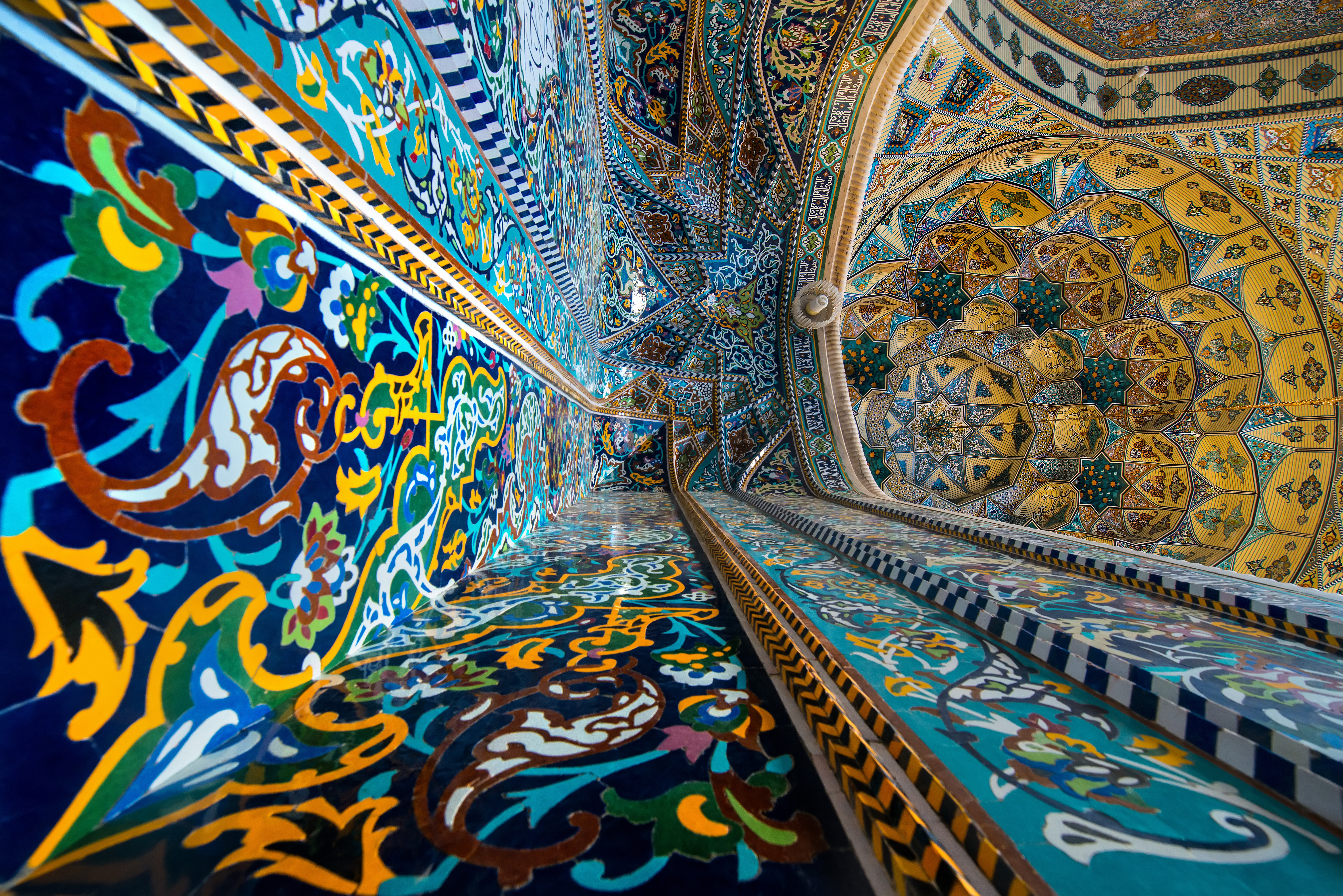
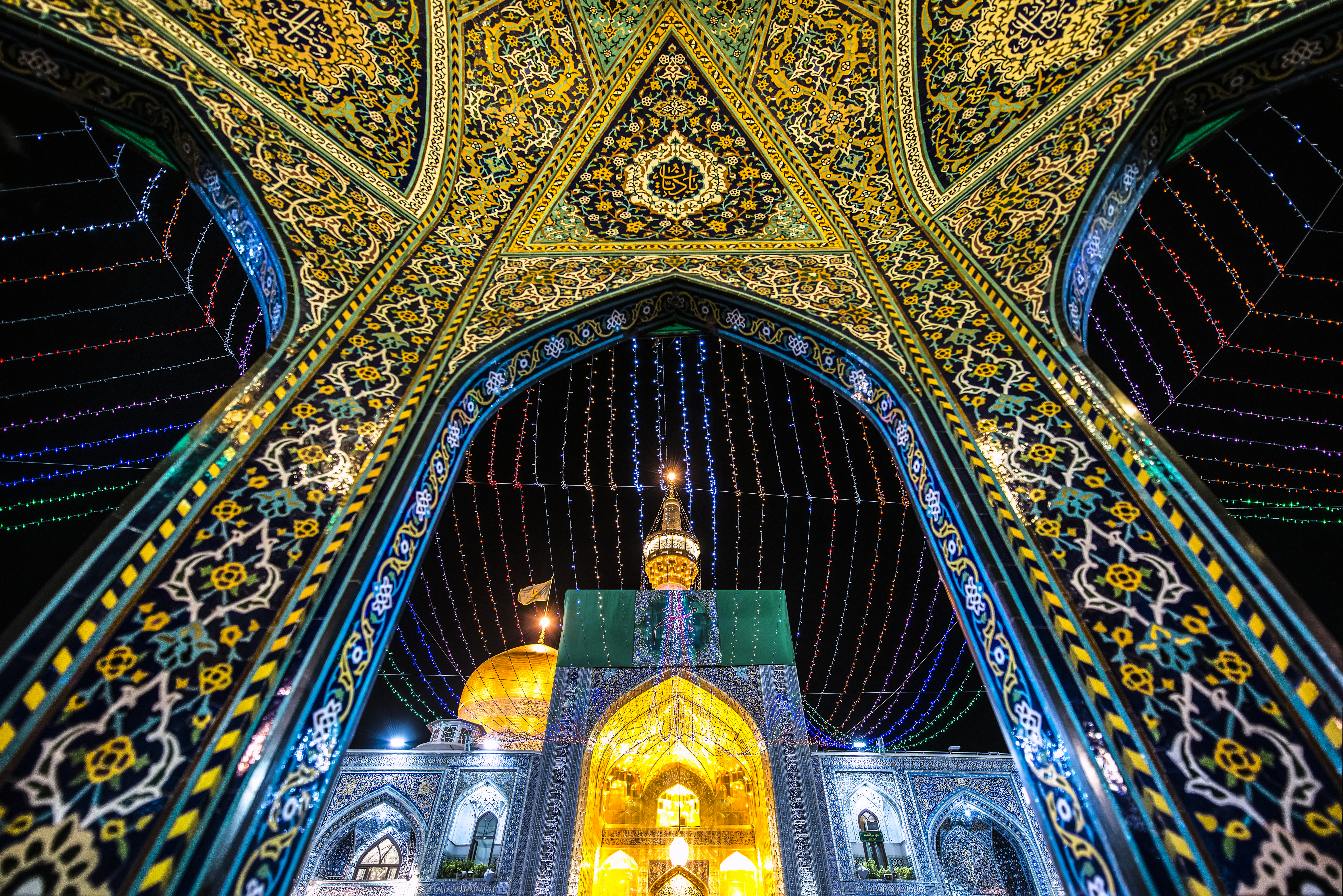
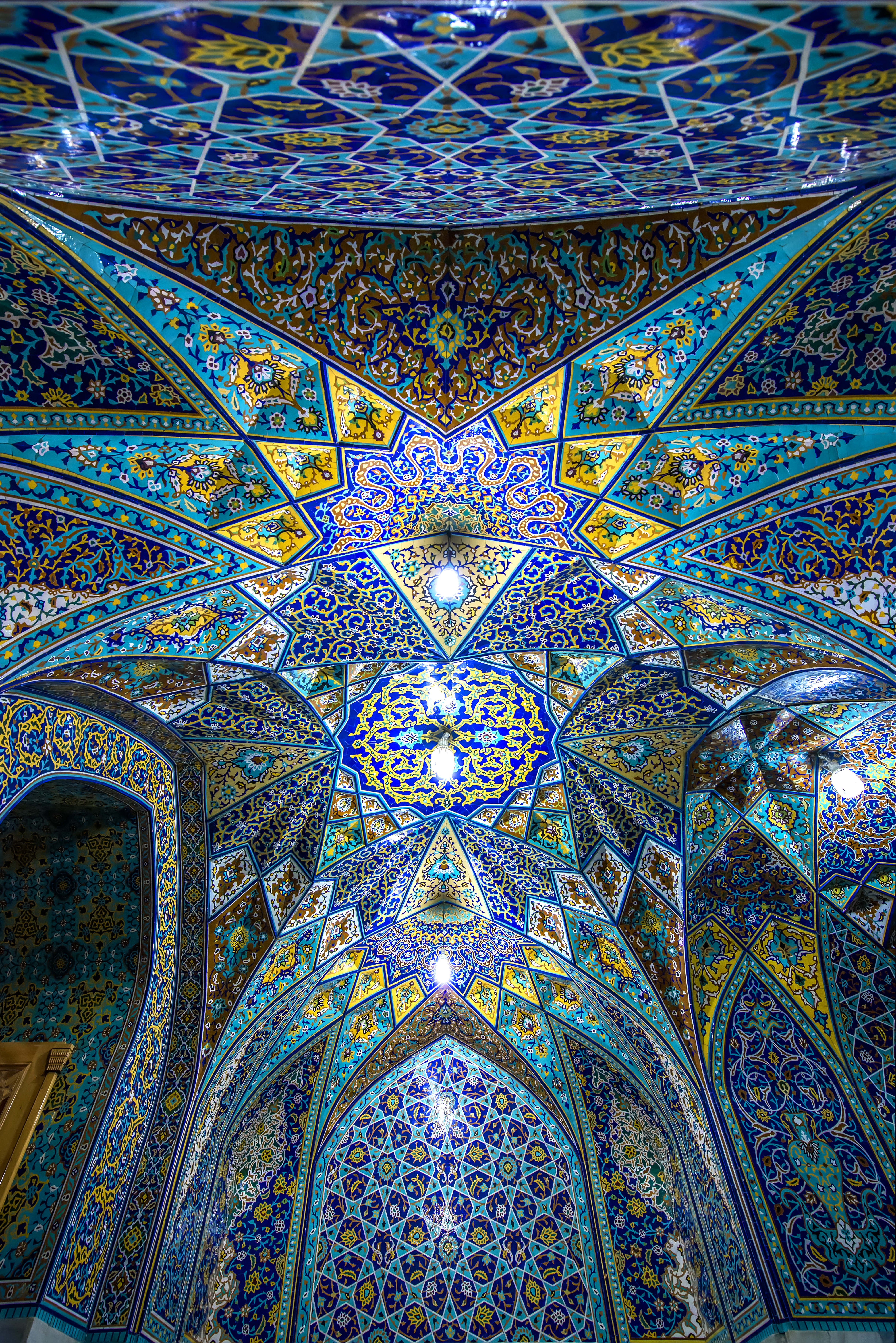